# María Carlé
María Lourdes Carlé (Daireaux, 10 febbraio 2000) è una tennista argentina.

## Biografia
María Lourdes ha iniziato a giocare a tennis all'età di sei anni ed il suo colpo preferito è il diritto. Sua madre, Claudia Lopez Espinosa, e suo padre, Jorge Marcelo Carle, sono entrambi dottori. Attualmente, è allenata da Matias Caceres. In passato ha avuto come coach Franco Davin e Cristian Kordasz.

## Carriera
María Carlé ha vinto 13 titoli nel singolare e 5 titoli in doppio nel circuito ITF in carriera. Il 6 maggio 2024 ha raggiunto il best ranking in singolare alla 71ª posizione mondiale, mentre l'11 novembre 2024 ha raggiunto in doppio la 124ª posizione mondiale.
Durante l'ITF Junior Circuit, Carlé ha raggiunto il best ranking al numero 9, raggiunto nel novembre 2017. Ha giocato una stagione di tennis collegiale per i Georgia Bulldogs negli Stati Uniti d'America nel biennio 2018–19, aiutando la squadra a vincere il titolo regolare stagionale Southeastern Conference (SEC), ed è stata nominata nella seconda squadra alla All-SEC e nella squadra SEC All-Freshman.
Fa parte della squadra argentina di Fed Cup compiendo il suo debutto nel 2016, dove ha un bilancio complessivo di 8 vittorie e 4 sconfitte.

#### 2021-2022: Debutto e prima vittoria WTA
Ha fatto il suo debutto nel circuito maggiore al Livesport Prague Open 2021, dove è entrata nelle qualificazioni ed è stata subito sconfitta dalla prima testa di serie Anastasija Gasanova.
Al Copa Colsanitas 2022 riesce a superare le qualificazioni ed accede al suo primo main draw in carriera, dove è sconfitta dalla tedesca Tatjana Maria. Due mesi dopo, compie il suo debutto in un Grand Slam partecipando nelle qualificazioni a Wimbledon, mancando l'accesso al tabellone principale uscendo nel turno finale da Mirjam Björklund. Durante l'Hamburg European Open, supera nuovamente le qualificazioni ed ottiene la sua prima vittoria WTA in carriera battendo Eva Lys all'esordio, mentre nei sedicesimi viene eliminata da Anastasija Potapova.

#### 2023: Due titoli WTA 125 in doppio
Partecipa nella United Cup rappresentando il suo Paese, ma ne esce sconfitta in entrambi i due incontri di singolare, giocati contro la croata Donna Vekić e la francese Alizé Cornet.
Entra in tabellone al Copa Colsanitas e la sua corsa si arresta subito, perdendo dalla canadese Carol Zhao al tie-break del terzo set, dopo aver mancato ben tre match point.
Durante i XIX Giochi Panamericani, disputati a Santiago del Cile, Carlé conquista due medaglie per l'Argentina. Raggiunge la finale nel singolare femminile per la conquista della medaglia d'oro, garantendole l'accesso diretto ai Giochi della XXXIII Olimpiade nel torneo di singolare. L'altra medaglia che conquista è quella di bronzo nel doppio femminile, facendo coppia con Julia Riera.
Nel mese di dicembre, Carlé raggiunge la prima finale WTA 125 della carriera sia in singolare sia in doppio all'IEB+ Argentina Open. In singolo ne esce sconfitta contro la brasiliana Laura Pigossi, mentre in doppio vince il primo titolo in carriera insieme alla greca Despoina Papamichaīl, sconfiggendo la colombiana María Paulina Pérez e la statunitense Sofia Sewing in finale. La settimana successiva, bissa con il secondo successo WTA 125 in carriera in doppio al Montevideo Open, stavolta in coppia con la connazionale Riera, avendo la meglio sulla britannica Freya Christie e sulla colombiana Yuliana Lizarazo in finale.

#### 2024: Top 100, primo titolo WTA 125 in singolare e debutto Olimpico
Carlé fa il suo debutto nella Top 100 il 4 marzo 2024 precisamente al numero 99. Due settimane dopo, si qualifica nel main draw del torneo di Miami, facendo il suo debutto in un torneo WTA 1000. Dopo altre due settimane, si aggiudica il primo titolo WTA 125 della carriera in singolare all'Open Internacional Femení Solgironès, superando in finale la svizzera Rebeka Masarova.
Classificata al numero 82 durante il Madrid Open, si qualifica per il tabellone principale e al primo turno riesce a battere l'ex numero 10 del mondo e campionessa degli US Open 2021 Emma Raducanu, nel secondo turno batte anche la testa di serie numero 17 Veronika Kudermetova, ottenendo la sua prima vittoria su una Top 20, oltre ad essere riuscita a vincere due partite consecutive in un torneo WTA e in un torneo WTA 1000, tuttavia la sua corsa si ferma al terzo turno dalla nona testa di serie e campionessa degli Open di Francia 2017 Jeļena Ostapenko. Questo risultato, la spinge in classifica al numero 71, suo best ranking.
Successivamente, compie i suoi debutti nei main draw degli Slam agli Open di Francia, Wimbledon e US Open, uscendo sempre sconfitta al primo turno.
In estate, raggiunge due finali WTA 125 in doppio, perdendole entrambe. La prima, al Nordea Open, in coppia con Riera cedendo al duo asiatico formato da Peangtarn Plipuech e Tsao Chia-yi; la seconda, giunge al Montreux Nestlé Open, questa volta insieme alla svizzera Simona Waltert, cedendo alla statunitense Quinn Gleason e alla brasiliana Ingrid Martins al tie-break decisivo.
Ai Giochi Olimpici, María compie il suo debutto e lo fa nel migliore dei modi, battendo con un doppio 6-0 la tedesca Maria nel primo turno. Nel secondo turno, viene sconfitta dalla numero 2 del mondo Coco Gauff, rivale dai tornei junior, conquistando solamente due giochi.
Nel mese di novembre, raggiunge la terza finale WTA 125 della carriera all'LP Open, dove ne esce sconfitta dalla serba Nina Stojanović in tre set.

#### 2025: Primo quarto di finale WTA e prima finale WTA in doppio
Durante la United Cup, nella sfida contro l'Australia, è decisiva la sua vittoria nel doppio misto con Tomás Martín Etcheverry sconfiggendo i più quotati Ellen Perez e Matthew Ebden. Questaè l'unica vittoria ottenuta dall'Argentina e non si qualificano per i quarti di finale.
Dopo essere stata sconfitta nell'ultimo turno di qualificazioni al Mérida Open, sconfitta dalla colombiana Emiliana Arango in tre set, viene ripescata come lucky loser; curiosamente, affronta al primo turno nuovamente Arango, ma anche nel rematch ne esce sconfitta stavolta in due parziali.
Al Madrid Open, supera per il secondo anno di fila le qualificazioni e al primo turno ha la meglio sulla slovacca Rebecca Šramková in due set, conquistando la sua prima vittoria su una Top 50 in stagione. Il turno seguente, è sconfitta dalla testa di serie numero 31 Linda Nosková. Si qualifica per il Roland Garros e anche in questa occasione viene eliminata all'esordio da Ann Li.
All'UniCredit Iași Open, María raggiunge la prima finale WTA 250 della carriera in doppio, dove insieme alla svizzera Simona Waltert vengono sconfitte nell'ultimo atto dalla slovena Veronika Erjavec e dall'ungherese Panna Udvardy con il punteggio di 5-7, 3-6. Nel singolare, raggiunge i primi quarti di finale WTA della carriera, dopo aver sconfitto la wildcard Patricia Maria Țig e la numero 1 del tabellone Èlina Avanesyan in due set, rimontando uno svantaggio di 1-5 nel primo parziale e annullandole ben cinque set poi; arrivata alle ultime otto, cede alla beniamina di casa Sorana Cîrstea.

## Statistiche WTA

### Doppio

#### Sconfitte (1)
| Legenda              |
| -------------------- |
| Grande Slam (0)      |
| Argenti Olimpici (0) |
| WTA Finals (0)       |
| WTA Elite Trophy (0) |
| Dal 2021             |
| WTA 1000 (0)         |
| WTA 500 (0)          |
| WTA 250 (1)          |

| N. | Data           | Torneo          | Superficie  | Compagna       | Avversarie in finale           | Punteggio |
| 1. | 20 luglio 2025 | Iași Open, Iași | Terra rossa | Simona Waltert | Veronika Erjavec Panna Udvardy | 5-7, 3-6  |

## Circuito WTA 125

### Singolare

#### Vittorie (1)
| N. | Data          | Torneo                                       | Superficie  | Avversaria in finale | Punteggio     |
| 1. | 7 aprile 2024 | Open Internacional Femení Solgironès, Bisbal | Terra rossa | Rebeka Masarova      | 3-6, 6-1, 6-2 |

#### Sconfitte (2)
| N. | Data             | Torneo                       | Superficie  | Avversaria in finale | Punteggio     |
| 1. | 3 dicembre 2023  | Argentina Open, Buenos Aires | Terra rossa | Laura Pigossi        | 3-6, 2-6      |
| 2. | 24 novembre 2024 | Colina Open, Colina          | Terra rossa | Nina Stojanović      | 6-3, 4-6, 4-6 |

### Doppio

#### Vittorie (3)
| N. | Data            | Torneo                        | Superficie  | Compagna             | Avversarie in finale             | Punteggio        |
| 1. | 3 dicembre 2023 | Argentina Open, Buenos Aires  | Terra rossa | Despoina Papamichaīl | María Paulina Pérez Sofia Sewing | 6-3, 4-6, [11-9] |
| 2. | 9 dicembre 2023 | Montevideo Open, Montevideo   | Terra rossa | Julia Riera          | Freya Christie Yuliana Lizarazo  | 7-6(5), 7-5      |
| 3. | 29 marzo 2025   | Megasaray Hotels Open, Adalia | Terra rossa | Simona Waltert       | Maja Chwalińska Anastasia Dețiuc | 3-6, 7-5, [10-3] |

#### Sconfitte (3)
| N. | Data             | Torneo                       | Superficie  | Compagna             | Avversarie in finale            | Punteggio        |
| 1. | 7 novembre 2021  | Argentina Open, Buenos Aires | Terra rossa | Despoina Papamichaīl | Irina Bara Ekaterine Gorgodze   | 7-5, 5-7, [4-10] |
| 2. | 14 luglio 2024   | Swedish Open, Båstad         | Terra rossa | Julia Riera          | Peangtarn Plipuech Tsao Chia-yi | 5-7, 3-6         |
| 3. | 7 settembre 2024 | Montreux Open, Montreux      | Terra rossa | Simona Waltert       | Quinn Gleason Ingrid Martins    | 3-6, 6-4, [7-10] |

## Statistiche ITF

### Singolare

#### Vittorie (13)
| Torneo $100.000 (0) |
| Torneo $80.000 (0)  |
| Torneo $60.000 (3)  |
| Torneo $40.000 (1)  |
| Torneo $25.000 (2)  |
| Torneo $15.000 (7)  |

| N.  | Data              | Torneo                                                 | Superficie  | Avversaria in finale | Punteggio        |
| 1.  | 17 settembre 2017 | Copa El Abierto, Buenos Aires                          | Terra rossa | Stephanie Petit      | 2–6, 6–2, 7–6(5) |
| 2.  | 18 marzo 2018     | Circuito Feminino Future de Tênis, São José dos Campos | Terra rossa | Victoria Bosio       | 7–5, 1–6, 6–2    |
| 3.  | 16 giugno 2019    | Saddlebrook Resort, Wesley Chapel                      | Terra verde | Victoria Emma        | 6-3, 6-1         |
| 4.  | 22 settembre 2019 | Copa El Abierto, Buenos Aires                          | Terra rossa | Julieta Lara Estable | 6–4, 7–6(5)      |
| 5.  | 16 febbraio 2020  | World Tennis Tour Cancun, Cancún                       | Cemento     | Dasha Ivanova        | 6-4, 6-0         |
| 6.  | 18 ottobre 2020   | Magic Hotel Tours, Monastir                            | Cemento     | Weronika Falkowska   | 6–3, 2–6, 6–1    |
| 7.  | 1º novembre 2020  | Magic Hotel Tours, Monastir                            | Cemento     | Weronika Falkowska   | 6-4, 6-3         |
| 8.  | 6 giugno 2021     | Profesional Santo Domingo, Santo Domingo               | Cemento     | Conny Perrin         | 6-4, 6-0         |
| 9.  | 22 maggio 2022    | Pelham Racquet Club Pro Classic, Pelham                | Terra verde | Elvina Kalieva       | 6-1, 6-1         |
| 10. | 14 maggio 2023    | Bastad Women's Tour, Båstad                            | Terra rossa | İpek Öz              | 6-4, 6-3         |
| 11. | 21 maggio 2023    | Haci Esmer Avci Tennis Cup, Bodrum                     | Terra rossa | Irina Bara           | 6-4, 6-4         |
| 12. | 24 settembre 2023 | Favorit Open, Pazardžik                                | Terra rossa | Çağla Büyükakçay     | 6-1, 6-2         |
| 13. | 28 gennaio 2024   | Vero Beach International Tennis Open, Vero Beach       | Terra verde | Gabriela Lee         | 6-4, 7-6(4)      |

#### Sconfitte (2)
| Torneo $100.000 (0) |
| Torneo $80.000 (0)  |
| Torneo $60.000 (0)  |
| Torneo $40.000 (0)  |
| Torneo $25.000 (0)  |
| Torneo $15.000 (2)  |

| N. | Data            | Torneo                      | Superficie  | Avversaria in finale   | Punteggio   |
| 1. | 21 maggio 2017  | Tennis Organisation, Adalia | Terra rossa | Varvara Flink          | 4-6, 6(5)-7 |
| 2. | 11 ottobre 2020 | Magic Hotel Tours, Monastir | Cemento     | Yvonne Cavallé Reimers | 3-6, 6(4)-7 |

### Doppio

#### Vittorie (5)
| Torneo $100.000 (0) |
| Torneo $80.000 (0)  |
| Torneo $60.000 (1)  |
| Torneo $40.000 (0)  |
| Torneo $25.000 (2)  |
| Torneo $15.000 (2)  |

| N. | Data              | Torneo                                  | Superficie      | Compagna                | Avversarie in finale                   | Punteggio        |
| 1. | 16 settembre 2017 | Copa El Abierto, Buenos Aires           | Terra rossa     | Emily Appleton          | Julieta Lara Estable Melina Ferrero    | 6-3, 6-1         |
| 2. | 22 febbraio 2020  | World Tennis Tour Cancun, Cancún        | Cemento         | Thaisa Grana Pedretti   | Kendra Bunch Katarina Kozarov          | w/o              |
| 3. | 16 ottobre 2021   | Dove Men+Care Legion Sudamericana, Lima | Terra rossa     | Laura Pigossi           | María Paulina Pérez Jessica Plazas     | 6-1, 6-1         |
| 4. | 27 novembre 2021  | Aberto da República, Brasilia           | Terra rossa (i) | Carolina Meligeni Alves | Valerija Strachova Olivia Tjandramulia | 6-2, 6-1         |
| 5. | 12 febbraio 2022  | Club Las Lomitas, Provincia di Tucumán  | Terra rossa     | Julieta Estable         | Nicole Fossa Huergo Noelia Zeballos    | 3-6, 6-0, [10-7] |

#### Sconfitte (8)
| Torneo $100.000 (0) |
| Torneo $80.000 (0)  |
| Torneo $60.000 (2)  |
| Torneo $40.000 (0)  |
| Torneo $25.000 (4)  |
| Torneo $15.000 (2)  |

| N. | Data              | Torneo                                                              | Superficie  | Compagna             | Avversarie in finale                        | Punteggio         |
| 1. | 21 settembre 2019 | Copa El Abierto, Buenos Aires                                       | Terra rossa | Julieta Lara Estable | Candela Bugnon Guillermina Naya             | 2–6, 6–1, [8–10]  |
| 2. | 3 ottobre 2020    | Magic Hotel Tours, Monastir                                         | Cemento     | Olivia Gram          | Dar'ja Astachova Darja Semenistaja          | 4–6, 3–6          |
| 3. | 3 aprile 2021     | Torneo Internacional Dove MenCare+, Villa María                     | Terra rossa | Victoria Bosio       | Valentini Grammatikopoulou Richèl Hogenkamp | 2-6, 2-6          |
| 4. | 23 luglio 2021    | Open International Des Contamines-Montjoie, Les Contamines-Montjoie | Terra rossa | Ylena In-Albon       | Diāna Marcinkēviča Chiara Scholl            | 6-3, 2-6, [7-10]  |
| 5. | 21 agosto 2021    | ITF World Tennis Tour Gran Canaria, San Bartolomé de Tirajana       | Terra rossa | Julieta Estable      | Arianne Hartono Olivia Tjandramulia         | 4–6, 6–2, [7–10]  |
| 6. | 19 marzo 2022     | Copa BNP Paribas, Anapoima                                          | Terra rossa | Laura Pigossi        | Ylena In-Albon Réka Luca Jani               | 6-1, 3-6, [7-10]  |
| 7. | 26 marzo 2022     | Dove Men Care, Medellín                                             | Terra rossa | Laura Pigossi        | Conny Perrin Daniela Seguel                 | 2-6, 7-5, [8-10]  |
| 8. | 11 giugno 2022    | Engie Open de Biarritz, Biarritz                                    | Terra rossa | Marija Timofeeva     | Anna Danilina Valerija Strachova            | 6-2, 3-6, [12-14] |